# Luís Carlos Miele
Luís Carlos d'Ugo Miele (São Paulo, 31 de maio de 1938 — Rio de Janeiro, 14 de outubro de 2015) foi um produtor, ator, escritor, apresentador e diretor brasileiro de televisão, teatro, cinema e espetáculos.

## Biografia

### Infância
Filho da cantora e instrumentista Irma D'Ugo, cujo nome artístico era Regina Macedo, aos 12 anos de idade começou a trabalhar como rádio-ator numa emissora de rádio em São Vicente, no programa Meu filho, meu orgulho de Mário Donato. Mais tarde, protagonizou outros programas infantis na Rádio Tupi, ao lado de Régis Cardoso, Érlon Chaves e Walter Avancini. Aos 30 anos casou-se com Anita Bernstein, com quem viveu até a sua morte. Não tiveram filhos.

### Carreira
Iniciou a carreira profissional como locutor das rádios Excelsior, Tupi e Nacional.  Em 1959 mudou-se para a cidade do Rio de Janeiro, onde conheceu o compositor Ronaldo Bôscoli, com quem formou a dupla Miele & Bôscoli, responsável pela direção e produção de diversos espetáculos, além de programas musicais em emissoras de televisão. Em 1976, após a morte do humorista Manuel de Nóbrega, passou a apresentar A Praça da Alegria na Rede Globo, saindo do ar em 1979. O programa contou com a participação de Ronald Golias.
Na televisão, atuou na direção e produção dos programas musicais Noite de Gala e Cara & Coroa (com Dori Caymmi e Sílvia Telles), na TV Rio. Dois no Balanço (jazz e bossa nova), Se meu apartamento falasse (com Cyl Farney e Odete Lara), Rio Rei, Os 7 Pecados (com Fernando Barbosa Lima) e Musical em Bossa 9, na TV Excelsior, O Fino da Bossa, Show em Simonal e Elis Especial, na TV Record, Alô Dolly, Dick & Betty 17 (com Dick Farney e Betty Faria), Fantástico (direção musical), Elis Especial, Praça da Alegria, Sandra & Miele, Cem anos de espetáculo, Viva Marília e Batalha dos Astros, além de festivais de música, na Rede Globo, Um homem – uma mulher (com Tuca), Cassio Muniz Show (criação dos comerciais) e Programa Flávio Cavalcanti (musicais essenciais), na TV Tupi, Miele & Cia e Ele & Ela (com Leila Richers), na TV Manchete, Cocktail, no SBT, e Escolinha do Barulho, na TV Record. 
Como produtor e diretor de espetáculos de artistas como Roberto Carlos; Elis Regina; Wilson Simonal; Sergio Mendes; Lennie Dale; Sarah Vaughan; Leny Andrade, Pery Ribeiro e Bossa 3 ("Gemini V"); Taiguara e Claudette Soares (Primeiro Tempo 5×0); Milton Nascimento, Marcos Valle, Joyce e Wanda Sá (Sucata, Rio de Janeiro); Alcione (Canecão, Rio de Janeiro); Agnaldo Timóteo; Joanna; Angela Maria e Lucinha Lins ("Spot Light"); Os Cariocas; Família Caymmi; Trio Irakitan e Rosana Tapajós (Beco das Garrafas, Rio de Janeiro); Regina Duarte (Regina Mon Amour, no Canecão); Sandra Bréa e Pedrinho Mattar ("Caso Water-Closed"), e Dzi Croquettes (Monsieur Pujol, Rio de Janeiro), além dos projetos "Chega de Saudade", "Vivendo a Rádio Nacional", "Vivendo Vinícius" e "Festival Internacional de Mágica". Como showman, participou dos espetáculos "Miele & Juarez Machado" (Sucata, Rio de Janeiro), "Concerto para Miele & Orquestra" (Hotel Maksoud Plaza, São Paulo), "Miele & Tuca" (Rui Barbossa e Sucata), "Miele no Palladium", com Rosemary, "Elis & Miele" (Teatro da Praia e Teatro Maria Della Costa).
Atuou, ainda, como diretor de projetos especiais no Metropolitan (RJ) e como mestre de cerimônias do Prêmio Molière. Gravou o compacto simples "Miele e Carolina", com a participação de Carol Saboya, registrando as canções "A menina e a TV" (Rolf Zuckowski, vers. Antonio Adolfo e Jésus Rocha) e "Cirrose" (Daltony Nóbrega e Ana Maria). Apresentou entre 23 de agosto de 1991 até 13 de agosto de 1992 no Sistema Brasileiro de Televisão (SBT) o programa Cocktail, com grande audiência. Em 1997 apresentou-se, com Roberto Menescal e Wanda Sá, no Mistura Fina (RJ), em espetáculo gravado ao vivo e lançado pelo selo Albatroz no CD "Uma mistura fina". Dois anos depois, assinou a direção do espetáculo "Vivendo Vinícius", com Carlos Lyra, Toquinho, Miúcha e Baden Powell, apresentado no Metropolitan (RJ). Ainda em 1999 passou a exercer a função de diretor de projetos especiais na Casa de Cultura da Universidade Estácio de Sá (RJ), onde produziu vários espetáculos, como "Um brasileiro chamado Jobim", com Roberto Menescal, Danilo Caymmi, Joyce, Cris Delanno e o conjunto Os Cariocas, "Minhas duas estrelas – Pery Ribeiro canta e conta – Dalva de Oliveira e Herivelto Martins", "Essa Bahia chamada Caymmi", com Nana Caymmi, Dori Caymmi e Danilo Caymmi", "Jazz para as onze", com o Quinteto Paulinho Trompete, e "Rio Jazz Orquestra", no qual atuou como crooner, entre outros. 
Em 2004 fez espetáculos no Tom Brasil em São Paulo, mostrando pela primeira vez em público o "Hino do Fome Zero" (Roberto Menescal e Abel Silva), cujo DVD foi dirigido por ele, também publicou o livro "Poeira de estrelas" (Ediouro). Ainda em 2004, foi responsável pela apresentação do espetáculo "Bossa Nova in Concert", realizado no Canecão no Rio de Janeiro, com a participação de Johnny Alf, João Donato, Carlos Lyra, Roberto Menescal, Wanda Sá, Leny Andrade, Pery Ribeiro, Durval Ferreira, Eliane Elias, Marcos Valle, Os Cariocas e Bossacucanova. O show contou com uma banda de apoio formada por Durval Ferreira (violão), Adriano Giffoni (contrabaixo), Marcio Bahia (bateria), Fernando Merlino (teclados), Ricardo Pontes (sax e flauta) e Jessé Sadoc (trompete), concepção e direção artística de Solange Kafuri, direção musical de Roberto Menescal, pesquisa e textos de Heloisa Tapajós, cenários de Ney Madeira e Lídia Kosovski, e projeções de Sílvio Braga. Apresentou-se, em 2005, no Bar do Tom, com o espetáculo "Bênção Bossa Nova", ao lado de Roberto Menescal e Wanda Sá. Nesse mesmo ano, lançou o DVD "Miele, um showman brasileiro – Um show de música & muito humor" (CID), com festa no Bar do Tom (Rio de Janeiro). Miele torce pelo São Paulo Futebol Clube.
Em 2005 interpretou o advogado Wexler no seriado Mandrake da HBO Brasil, baseado na obra de Rubem Fonseca. 
Segundo o próprio, o melhor momento da carreira foi o musical "Elis". O pior momento da carreira foi o Programa Cocktail (exibido no SBT de agosto 1991 a agosto 1992). Miele disse em uma entrevista em 2002: "Aquele programa não era muito a minha praia". 
No fim de 2011 atuou no filme As Aventuras de Agamenon, o Repórter interpretando o sogro de Agamenon Mendes Pedreira.
Em 2012 atuou na minissérie O Brado Retumbante no papel de "Nicodemo Cabral, O Senador".
Em 2014 atuou na minissérie A Teia, no papel do ex-senador Walter Gama.
Em 2014, interpreta o magnata Jack Parker, na novela Geração Brasil.
Em agosto de 2014, participa da Dança dos Famosos no programa Domingão do Faustão.
Em 2014 interpreta o vizinho garanhão Gustavo Pennaforte, no episódio "Ela É a Dona de Tudo" do sitcom Trair e Coçar É Só Começar, do canal Multishow. Seu último trabalho foi na novela Geração Brasil, atuando como Jack Parker pai de Pamela Parker Marra.
Em 2015 fez uma participação como Carlos na novela Boogie Oogie. Em 23 e 24 de maio de 2015 apresentou junto com João Marcello Bôscoli no Anhembi o show “Elis 70 Anos” em homenagem ao aniversário de sua amiga Elis Regina. Também fez uma participação especial no programa Pânico Na Band, em que ele e Stepan participaram da despedida de solteiro de Eduardo Sterblitch, que casaria no dia seguinte. Sua última participação na TV foi na série Tomara que Caia no papel de Seu Euclides, um fazendeiro do interior cujo filho tenta esconder a homossexualidade no episódio "O Noivo que era Noiva" exibido no dia 06 de setembro de 2015.

## Morte
Miele morreu subitamente, em sua residência no bairro da Gávea, no Rio de Janeiro. O corpo foi velado na Câmara dos Vereadores e foi sepultado no Cemitério do Caju.

## Filmografia
Na Televisão
| Ano     | Título                      | Personagem              | Notas                                        | Emissora      |
| ------- | --------------------------- | ----------------------- | -------------------------------------------- | ------------- |
| 1970    | Faça Humor, Não Faça Guerra | Vários Personagens      |                                              | Rede Globo    |
| 1973    | Chico City                  | Vários Personagens      |                                              | Rede Globo    |
| 1973    | Satiricom                   | Vários Personagens      |                                              | Rede Globo    |
| 1976    | Planeta dos Homens          | Vários Personagens      | [ 11 ]                                       | Rede Globo    |
| 1977-78 | A Praça da Alegria          | Apresentandor           |                                              | Rede Globo    |
| 1977    | Espelho Mágico              | Ele mesmo               | Episódio: 5 de dezembro de 1977              | Rede Globo    |
| 1981    | Show do Mês                 | Apresentador            |                                              | Rede Globo    |
| 1983    | Batalha de Astros           | Apresentador            |                                              | Rede Globo    |
| 1984    | Viva o Gordo                | Vários Personagens      |                                              | Rede Globo    |
| 1985    | Miele & Cia                 | Apresentador            |                                              | Rede Manchete |
| 1991    | Cocktail                    | Apresentador            |                                              | SBT           |
| 1999    | Escolinha do Barulho        | Professor Miele         |                                              | Rede Record   |
| 2002    | A Vida é um Show            | Apresentador            |                                              | TVE Brasil    |
| 2005    | Meu Cunhado                 | Dr. Dráuzio             | Episódio: "Terapia de Grupo "                | SBT           |
| 2005-12 | Mandrake                    | Leon Wexler             | 15 episódios                                 | HBO Brasil    |
| 2006    | Cidadão Brasileiro          | Otávio Gama             |                                              | Rede Record   |
| 2008    | Casos e Acasos              | Apresentador            | Episódio: "O Bombeiro, o Furto e a Foto"     | Rede Globo    |
| 2011    | Tapas & Beijos              | Giuseppe                | Episódio: "O Carro"                          | Rede Globo    |
| 2012    | O Brado Retumbante          | Senador Nicodemo Cabral |                                              | Rede Globo    |
| 2013    | Tapas & Beijos              | Giuseppe                | Episódio: "Laços de Paternidade ou Amizade?" | Rede Globo    |
| 2014    | A Teia                      | Walter Gama             |                                              | Rede Globo    |
| 2014    | Geração Brasil              | Jack Parker             |                                              | Rede Globo    |
| 2014    | Trair e Coçar é Só Começar  | Gustavo Pennaforte      | Episódio: "Ela É a Dona de Tudo"             | Multishow     |
| 2015    | Boogie Oogie                | Carlos                  |                                              | Rede Globo    |
| 2015    | As Canalhas                 | Mr. Fragoso             | Episódio: "Arlete"                           | GNT           |
| 2015    | Tomara que Caia             | Seu Euclides            | Episódio: "O Noivo que Era Noiva"            | Rede Globo    |

No Cinema
| Ano  | Título                                       | Personagem        | Notas                          |
| ---- | -------------------------------------------- | ----------------- | ------------------------------ |
| 1971 | O Capitão Bandeira contra o Dr. Moura Brasil | Médico            |                                |
| 1974 | Um Homem e Sua Jaula                         | Valdomiro         |                                |
| 1974 | A Estrela Sobe                               | Miele             |                                |
| 1975 | Cada Um Dá o Que Tem                         | Basílio           | Segmento: "Uma Grande Vocação" |
| 1976 | Ninguém Segura Essas Mulheres                | Paquerador        | Segmento: "O Furo"             |
| 1997 | O Homem Nu                                   | Sem teto          |                                |
| 2008 | Casa da Mãe Joana                            | Camões            |                                |
| 2012 | As Aventuras de Agamenon, o Repórter         | Sr. Melo Pinto    |                                |
| 2014 | Não Pare na Pista                            | Mestre Tuca       |                                |
| 2016 | Uma Loucura de Mulher                        | Senador Waldomiro | Lançado postumamente           |

## Prêmios e indicações

### Troféu APCA
| Ano  | Categoria             | Indicação       | Resultado |
| ---- | --------------------- | --------------- | --------- |
| 1973 | Melhor Produtor de TV | Miele & Bôscoli | Venceu    |

## ligações externas
- Luís Carlos Miele. no IMDb.